# Grupo Volkswagen
El Grupo Volkswagen (del alemán Volkswagen Aktiengesellschaft, abreviado como Volkswagen AG) es un grupo de empresas multinacional alemán y una de las mayores empresas de la industria automotriz a nivel mundial. Su principal mercado es la Unión Europea, siendo propietario del club de fútbol VfL Wolfsburgo y las marcas: Audi, MAN SE, Neoplan, Porsche, Volkswagen, Volkswagen Vehículos Comerciales, Bentley Motors Limited, Bugatti, Ducati, Lamborghini, SEAT, Cupra, Scania y Škoda. En 2019 inició contacto con la Ford Motor Company para colaborar en el desarrollo de vehículos comerciales y eléctricos.
Está constituido por catorce marcas procedentes de siete países europeos: Alemania, Reino Unido, Francia, Italia, España, República Checa y Suecia. Opera en 61 plantas de producción en 15 países europeos y en más de seis países en América, Asia y África, contando alrededor del mundo con una plantilla de 664 500 empleados hasta 2018. que en 2019 ayudaron a entregar 6 280 000 vehículos o estuvieron involucrados en servicios relacionados con los productos del Grupo. El Grupo Volkswagen vende sus vehículos en más de 153 países y es considerado como el primer fabricante de automóviles del mundo.

## Historia

### 1937 a 1945

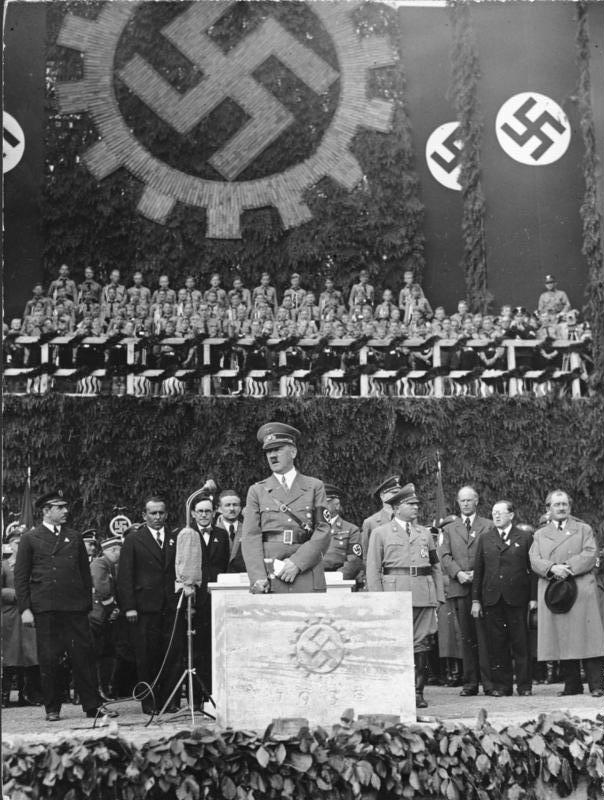
26 de mayo de 1938: Colocación de la piedra fundacional en la primera planta de Volkswagen, por Adolf Hitler. En la parte delantera a la derecha está Ferdinand Porsche.

Volkswagen fue fundada en 1937 durante el gobierno nacionalsocialista de Adolf Hitler para producir y distribuir el Volkswagen Tipo 1, conocido popularmente como "beetle" (escarabajo). El objetivo perseguido con la fundación de esta marca fue el de la producción y comercialización de un automóvil que fuese asequible al público, pero principalmente de origen alemán, la compañía estaba respaldada por el apoyo del mismo Hitler. La respuesta la daría el diseñador Ferdinand Porsche, quien diseñara y desarrollara el vehículo que finalmente terminaría volviéndose muy popular con el paso de los años, traspasando las fronteras de la propia Alemania.
Poco después de que la fábrica cerca de Fallersleben fuera terminada, comenzó la Segunda Guerra Mundial y la planta fabricó principalmente el Kübelwagen militar (Porsche Tipo 82) y el anfibio Schwimmwagen (Tipo 166), ambos derivados de Volkswagen. Solamente un pequeño número de Volkswagen Tipo 60 se hicieron durante ese tiempo. La planta de Fallersleben también fabricó misiles Fieseler Fi 103, convirtiendo a la fábrica en un importante blanco de bombardeo para las fuerzas aliadas.

### 1945 a 1985
Tras la Segunda Guerra Mundial, el Ejército británico tomó el control de la fábrica destrozada por las bombas y reanudó la producción del beetle durante los difíciles años de la posguerra a los que Alemania tuvo que enfrentarse. En 1948, el Gobierno del Reino Unido devolvió la empresa al Estado alemán, que fue administrada por el exjefe de Opel, Heinrich Nordhoff.
En 1960, a partir de la emisión de acciones de parte del gobierno federal alemán en la empresa en el mercado de valores alemán, su nombre se convirtió en Volkswagenwerk Aktiengesellschaft (Aktiengesellschaft, abreviado AG, es el equivalente de Sociedad Anónima en español). El nombre fue cambiado a VOLKSWAGEN AG el 4 de julio de 1985, para reflejar la creciente diversificación global de la empresa desde su sede central y fábrica principal, la Volkswagenwerk en Wolfsburgo, Alemania. Desde entonces la corporación usa este nombre u ocasionalmente Grupo Volkswagen en mercados de lengua no alemana.

### Presente

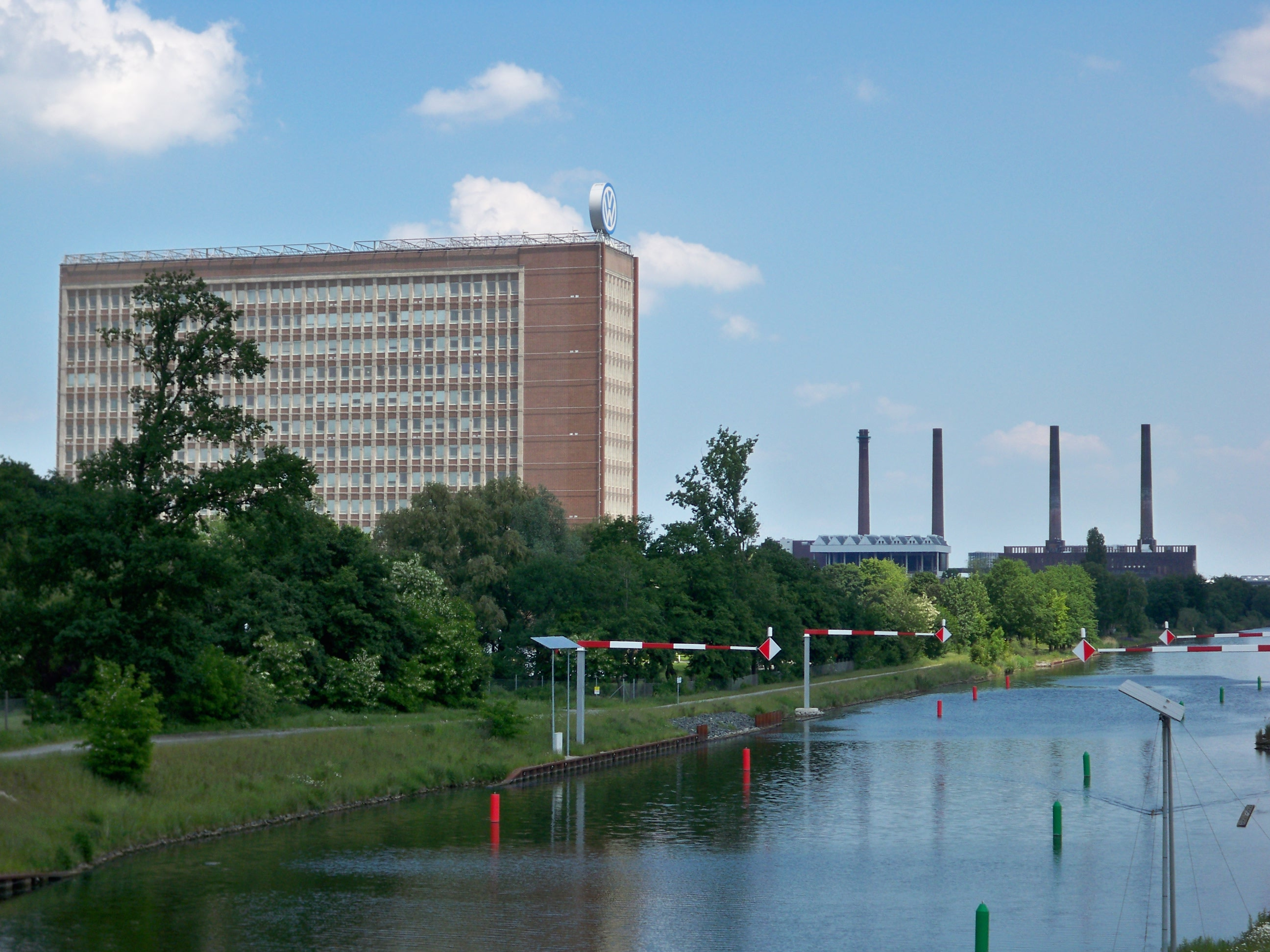
Sede de Volkswagen en Wolfsburgo.

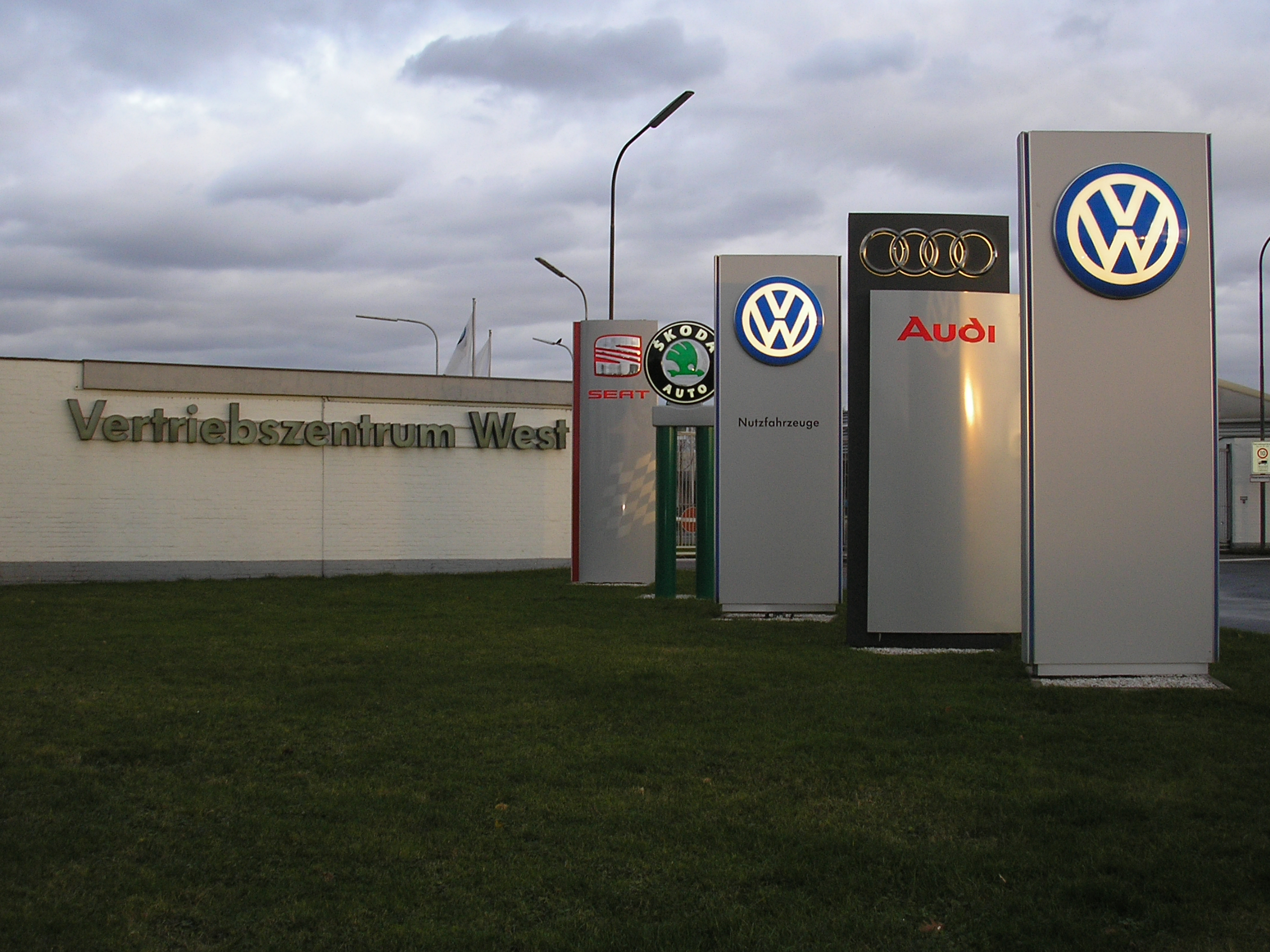
Centro del Grupo Volkswagen en Alemania.

El Grupo ha superado a la firma Toyota como el mayor fabricante de coches del mundo en términos de producción. Según un estudio realizado por la empresa de análisis económico Global Insight, el Grupo fabricó 4 400 000 unidades durante los nueve primeros meses de 2009, mientras que Toyota fabricó 4 000 000 vehículos. La marca estadounidense Ford se ha colocado como el tercer fabricante mundial de coches, con un total de 3 700 000 unidades producidas, colocándose así justo arriba de General Motors que fabricó 3 600 000 vehículos.
En los nueve primeros meses del año, Volkswagen aumentó un 34% sus ventas, hasta llegar a las 622 853 unidades. Los lanzamientos del nuevo Golf y el Polo, que aumentaron sus ventas en un 54.1% y un 56.2%, respectivamente, han ayudado a posicionar al grupo en lo más alto de la lista de fabricantes de automóviles.
Este aumento de fabricación de Volkswagen forma parte de la estrategia del grupo alemán, que había previsto convertirse en el mayor fabricante de vehículos hacia el año 2018. Finalmente, el éxito europeo de la marca ha superado los pronósticos más esperanzadores.
En las últimas décadas, Volkswagen ha ido incorporando a su grupo otros fabricantes de automóviles. El primero fue Audi, que se desarrolló a raíz de su pertenencia al grupo y que se posicionó como competidor de los fabricantes de automóviles Mercedes-Benz y BMW. Posteriormente, Volkswagen adquirió el fabricante español SEAT, posicionando la marca en el segmento deportivo, en competencia con los automóviles de la italiana Fiat Group. El tercer fabricante que se incorporó fue la Škoda, cuyos modelos estarían destinados principalmente a los nuevos mercados de Europa del Este. El cuarto fue MAN SE, al hacerse Volkswagen con el 55% de sus acciones; y el quinto fue el fabricante italiano Ducati, adquirido en 2012 a través de su subsidiaria Audi por 860 000 000 €.
Disponer de cuatro compañías de automóviles de consumo le dio a Volkswagen no solamente una facturación considerable, sino también la posibilidad de racionalizar la producción y de reducir costos. Volkswagen aprovechó esta oportunidad y comenzó a montar modelos parecidos de las cuatro marcas en idénticas plataformas, procedimiento en el que fue pionero en la industria mundial del automóvil.
Más recientemente, Volkswagen ha adquirido otros fabricantes de automóviles que, aunque tienen series de producción reducidas, complementan la gama de modelos del grupo en el segmento de deportivos de lujo.
En octubre de 2005, Porsche adquirió un 18.53% del negocio y en julio aumentó su propiedad a un poco más del 25%. Esto se hizo, supuestamente, para evitar un oferta pública de adquisición (OPA) extranjera, según informes de prensa. No obstante, muchos analistas argumentaron que esta compra encaja bien en la estrategia que Porsche tiene. En 2009 Porsche pretendía adquirir el 75% de las acciones del Grupo Volkswagen, siendo así accionista mayoritario de Volkswagen AG o Grupo Volkswagen. Finalmente, el 7 de diciembre de 2009, se anunció que era Volkswagen la que tenía la intención de comprar Porsche y no al revés. La operación de adquisición supuso un gran endeudamiento para el fabricante de deportivos. Posteriormente, debido a estas dificultades financieras, se dio a conocer un acuerdo oficial según el cual sería Porsche la que podría ser adquirida por Volkswagen, para formar parte del grupo. Se preveía que Volkswagen habría aumentado su participación en Porsche AG hasta el 42% a finales de 2010, mediante la compra de acciones de las familias Porsche y Piëch. En 2011 finalizaría la fusión de Porsche en el Grupo Volkswagen. No se informó de las cifras de la operación, aunque el comunicado sí especificaba que el grupo seguiría negociando con Catar la compra de acciones de Volkswagen. Volkswagen indicó que la marca Porsche mantendría total independencia en el desarrollo de sus productos. De esta manera, se estimaba que las marcas integrantes del Grupo Volkswagen fabricarían un total de 6 400 000 vehículos anuales, con una plantilla de más de 400 000 trabajadores en todo el mundo. Porsche actualmente sigue en posesión de más del 50% del grupo.
En 2009, el grupo aumentó el número de entregas de vehículos a sus clientes a 6 340 000 coches y en 2008 6 260 000 coches. En el año 2011 y luego de los desastres naturales ocurridos en Japón que provocaron una fuerte recesión industrial en aquel país, Volkswagen conseguiría ascender al segundo lugar en el escalafón mundial de productores, manteniéndose por detrás de General Motors y desplazando a Toyota al tercer lugar, merced a un fuerte ingreso de 848 000 000 € US$1 140 000 000, superando los ingresos del año anterior de US$312 000 000 y superando también su promedio proyectado de US$606 000 000. En 2012, a pesar de haber sido un gran año aumentando las producciones en un 11.2%, baja a tercera posición, por detrás de General Motors y Toyota.
En 2013 reportó ingresos por ventas de 197 007 000 000 €, un beneficio de explotación de 11 671 000 000 €, una producción total de 9 728 000 vehículos y una plantilla de 572 800 empleados.
En 2014 se crea una marca denominada Das WeltAuto (el auto mundial) dedicada al mercado de vehículos de ocasión sobre las marcas SEAT, Volkswagen, Škoda y Volkswagen Vehículos Comerciales. Está presente en varios países de Europa y América, como México, donde ofrecen seminuevos con certificado de garantía. Ese mismo año cerró con 10 140 000 unidades vendidas.
En 2015, una investigación mostró un fallo de seguridad en el encendido sin llave de vehículos Volkswagen y de otros fabricantes. Volkswagen pasó dos años intentando ocultar la investigación del dominio público.
En septiembre de 2015 salió a la luz un escándalo de emisiones en el que Volkswagen había instalado ilegalmente software para cambiar los resultados de los controles técnicos de emisiones contaminantes en 11 millones de coches con motor diésel vendidos entre 2009 y 2015.
En agosto de 2016, se conoció que, debido a negligencias en el diseño del sistema de apertura por radiofrecuencia, los vehículos del Grupo Volkswagen se pueden abrir fácilmente por un tercero.
El 22 de febrero de 2018, SEAT anuncia la escisión de su división deportiva Cupra, formando así una nueva marca.
En 2020 reportó ingresos por US$282 760 000 000 (equivalente a $332 898 361 836 en 2023), un beneficio de explotación de US$15 542 000 000 (equivalente a $18 297 872 187 en 2023), activos totales de US$547 810 900 000 (equivalente a $644 947 486 229 en 2023) y una plantilla de 671 205 empleados.

## Propietarios
Sus accionistas se distribuyen como sigue:
| Porcentaje | Nombre del accionista                      |
| ---------- | ------------------------------------------ |
| 30.8%      | Porsche Automobil Holding SE               |
| 21.1%      | Inversionistas institucionales extranjeros |
| 14.6%      | Qatar Investment Authority LLC             |
| 11.8%      | Baja Sajonia                               |
| 19.4%      | Accionistas privados / otros               |
| 2.3%       | Inversionistas institucionales alemanes    |

| Porcentaje | Nombre del accionista                   |
| ---------- | --------------------------------------- |
| 52.2%      | Porsche Automobil Holding SE, Stuttgart |
| 20.0%      | Baja Sajonia, Hannover                  |
| 17.0%      | Qatar Holding                           |
| 10.8%      | Otros                                   |